# Lichtenstein, Zwickau
Lichtenstein là một thị xã thuộc huyện Zwickau, bang Sachsen, nước Đức. Đô thị này có cự ly 11 km về phía đông bắc của Zwickau, 22 km về phía tây nam của Chemnitz.